# Питодора II
Питодора II (на латински: Pythodorida II, Pythodoris II; * 2, упр. 38 – 46) от сапейската династия, е васална владетелка от времето на Римската империя, царица на Тракия и Одриското царство заедно своя братовчед Реметалк III.
Дъщеря е на тракийския цар Котис III и Антония Трифена, която от своя страна е дъщеря на понтийския владетел Полемон I и на царица Питодорида и правнучка на триумвира Марк Антоний и бъдеща царица на Понт. Сестра е на Реметалк II, Котис IX и Гепепирис.
Питодора II наследява майка си Антония Трифена и брат си Реметалк II. Питодора II се омъжва за втория си братовчед по бащина линия Реметалк III, тракийски цар от сапейската династия, син на Раскупорис II. Той също е възпитаван в Рим, Калигула го прави 38 г. цар на Тракия и е убит през 46 г. Тракия става римска провинция.